# Groep van Marxisten-Leninisten/Rode Morgen
Groep van Marxisten-Leninisten/Rode Morgen – holenderska maoistowska partia polityczna. Ugrupowanie zostało założone w 1977 przez byłych członków holenderskich ugrupowań komunistycznych. Swój program odnosiła do idei Mao Zedonga i Chińskiej Republiki Ludowej, którą uważali za „realnie socjalistyczną”. Celem partii jest rewolucja mająca na celu obalenie imperializmu i wprowadzenie dyktatury proletariatu. W momencie swojego powstania miała około 25 członków. Erik van Ree został sekretarzem politycznym partii. Ree Van opuścił jednak organizację już w 1981 roku. Obecnie jest adiunktem na Uniwersytecie w Amsterdamie. GML był aktywny w 1979 roku strajk portu Rotterdam. Partia wydaje periodyk „Rode Morgen”, młodzieżówką partii jest Jongeren bij de Rode Morgen.
Jednym z czołowych działaczy ugrupowania i jedynym który był aktywny w polityce krajowej był Paul Rosenmöller, który jednak opuścił ugrupowanie i przystąpił do Zielonej Lewicy
W 2007 katolicki tygodnik „HP / De Tijd” opisał zaangażowanie tej organizacji i Rosenmöllera w Demokratycznej Kampuczy pod rządami Czerwonych Khmerów Pol Pota. Chociaż doniesienia o zbrodniach przeciwko ludzkości dokonanych przez Czerwonych Khmerów zostały opublikowane w prasie zachodniej już w 1977 grupa rzekomo brała udział w propagandzie i pozyskiwaniu funduszy. Według „HP”, Rosenmöller do dziś zaprzecza powiązaniom z reżimem Pol Pota.
W 2010 partia została członkiem Internationale Coordination of Revolutionary Parties and Organizations (ICOR), organizacji skupiającej 40 różnych partii komunistycznych z całego świata.